# Shimla
Shimla este un oraș în Himachal Pradesh, India.

## Clima
| Date climatice pentru Shimla                       | Date climatice pentru Shimla | Date climatice pentru Shimla | Date climatice pentru Shimla | Date climatice pentru Shimla | Date climatice pentru Shimla | Date climatice pentru Shimla | Date climatice pentru Shimla | Date climatice pentru Shimla | Date climatice pentru Shimla | Date climatice pentru Shimla | Date climatice pentru Shimla | Date climatice pentru Shimla | Date climatice pentru Shimla |
| Luna                                               | Ian                          | Feb                          | Mar                          | Apr                          | Mai                          | Iun                          | Iul                          | Aug                          | Sep                          | Oct                          | Nov                          | Dec                          | Anual                        |
| -------------------------------------------------- | ---------------------------- | ---------------------------- | ---------------------------- | ---------------------------- | ---------------------------- | ---------------------------- | ---------------------------- | ---------------------------- | ---------------------------- | ---------------------------- | ---------------------------- | ---------------------------- | ---------------------------- |
| Maxima medie °C (°F)                               | 8.3 (46,9)                   | 8.9 (48)                     | 13.9 (57)                    | 18.3 (64,9)                  | 22.2 (72)                    | 22.8 (73)                    | 20.6 (69,1)                  | 19.4 (66,9)                  | 19.4 (66,9)                  | 17.2 (63)                    | 13.9 (57)                    | 10.6 (51,1)                  | 16,3 (61,3)                  |
| Media zilnică °C (°F)                              | 5.2 (41,4)                   | 5.8 (42,4)                   | 10.6 (51,1)                  | 14.7 (58,5)                  | 18.3 (64,9)                  | 18.3 (64,9)                  | 18.1 (64,6)                  | 17.2 (63)                    | 16.6 (61,9)                  | 13.9 (57)                    | 10.5 (50,9)                  | 7.5 (45,5)                   | 13,05 (55,49)                |
| Minima medie °C (°F)                               | 2.2 (36)                     | 2.8 (37)                     | 6.7 (44,1)                   | 11.1 (52)                    | 14.4 (57,9)                  | 16.1 (61)                    | 15.6 (60,1)                  | 15 (59)                      | 13.9 (57)                    | 10.6 (51,1)                  | 7.2 (45)                     | 4.4 (39,9)                   | 10 (50)                      |
| Minima istorică °C (°F)                            | −9.4 (15,1)                  | −7.7 (18,1)                  | −5.6 (21,9)                  | 0 (32)                       | 4.4 (39,9)                   | 7.8 (46)                     | 10 (50)                      | 11.1 (52)                    | 5 (41)                       | 3.9 (39)                     | 0 (32)                       | −6.1 (21)                    | −9,4 (15,1)                  |
| Precipitații mm (inches)                           | 61 (2.4)                     | 69 (2.72)                    | 61 (2.4)                     | 53 (2.09)                    | 66 (2.6)                     | 175 (6.89)                   | 424 (16.69)                  | 434 (17.09)                  | 160 (6.3)                    | 33 (1.3)                     | 13 (0.51)                    | 28 (1.1)                     | 1.577 (62,09)                |
| Zăpadă cm (inches)                                 | 53 (21)                      | 33.5 (13.2)                  | 8 (3)                        | 0 (0)                        | 0 (0)                        | 0 (0)                        | 0 (0)                        | 0 (0)                        | 0 (0)                        | 2.3 (0.9)                    | 18 (7)                       | 41 (16)                      | 155,2 (61,1)                 |
| Umiditate [%]                                      | 83                           | 82                           | 85                           | 84                           | 81                           | 88                           | 92                           | 91                           | 86                           | 80                           | 78                           | 80                           | 84,2                         |
| Nr. mediu de zile cu ninsoare                      | 14.7                         | 7.5                          | 0.5                          | 0                            | 0                            | 0                            | 0                            | 0                            | 0                            | 0.1                          | 1.6                          | 9.8                          | 19,9                         |
| Ore însorite                                       | 82.2                         | 89                           | 216                          | 276                          | 298.1                        | 236                          | 157.3                        | 168.4                        | 221                          | 213.9                        | 140                          | 96.2                         | 2.194,7                      |
| Sursă: Worldwide Bioclimatic Classification System |                              |                              |                              |                              |                              |                              |                              |                              |                              |                              |                              |                              |                              |

Altă sursă cu date diferite.
| Date climatice pentru Shimla             | Date climatice pentru Shimla | Date climatice pentru Shimla | Date climatice pentru Shimla | Date climatice pentru Shimla | Date climatice pentru Shimla | Date climatice pentru Shimla | Date climatice pentru Shimla | Date climatice pentru Shimla | Date climatice pentru Shimla | Date climatice pentru Shimla | Date climatice pentru Shimla | Date climatice pentru Shimla | Date climatice pentru Shimla |
| Luna                                     | Ian                          | Feb                          | Mar                          | Apr                          | Mai                          | Iun                          | Iul                          | Aug                          | Sep                          | Oct                          | Nov                          | Dec                          | Anual                        |
| ---------------------------------------- | ---------------------------- | ---------------------------- | ---------------------------- | ---------------------------- | ---------------------------- | ---------------------------- | ---------------------------- | ---------------------------- | ---------------------------- | ---------------------------- | ---------------------------- | ---------------------------- | ---------------------------- |
| Maxima medie °C (°F)                     | 9.2 (48,6)                   | 11.1 (52)                    | 15.3 (59,5)                  | 20.2 (68,4)                  | 24.3 (75,7)                  | 25.1 (77,2)                  | 21.7 (71,1)                  | 20.8 (69,4)                  | 20.7 (69,3)                  | 18.8 (65,8)                  | 15.8 (60,4)                  | 12 (54)                      | 17,92 (64,25)                |
| Media zilnică °C (°F)                    | 5.6 (42,1)                   | 7.3 (45,1)                   | 11.2 (52,2)                  | 15.9 (60,6)                  | 19.8 (67,6)                  | 20.9 (69,6)                  | 18.9 (66)                    | 18.2 (64,8)                  | 17.5 (63,5)                  | 15 (59)                      | 11.6 (52,9)                  | 8.2 (46,8)                   | 14,18 (57,52)                |
| Minima medie °C (°F)                     | 2.1 (35,8)                   | 3.5 (38,3)                   | 7.2 (45)                     | 11.6 (52,9)                  | 15.4 (59,7)                  | 16.8 (62,2)                  | 16.1 (61)                    | 15.7 (60,3)                  | 14.3 (57,7)                  | 11.2 (52,2)                  | 7.5 (45,5)                   | 4.5 (40,1)                   | 10,49 (50,89)                |
| Precipitații mm (inches)                 | 66 (2.6)                     | 63 (2.48)                    | 70 (2.76)                    | 45 (1.77)                    | 61 (2.4)                     | 163 (6.42)                   | 411 (16.18)                  | 343 (13.5)                   | 172 (6.77)                   | 44 (1.73)                    | 13 (0.51)                    | 29 (1.14)                    | 1.480 (58,27)                |
| Sursă: Climate-Data.org, altitude: 2103m |                              |                              |                              |                              |                              |                              |                              |                              |                              |                              |                              |                              |                              |